# Cryphia griseola
Cryphia griseola är en fjärilsart som beskrevs av Nagano 1918. Cryphia griseola ingår i släktet Cryphia och familjen nattflyn. Inga underarter finns listade i Catalogue of Life.